# Uruguayischer Bürgerkrieg
Der Uruguayische Bürgerkrieg, in Lateinamerika auch als Guerra Grande (Großer Krieg) bekannt, war ein militärischer Konflikt von 1839 bis 1851 um die politische Führung in Uruguay. Dabei standen sich die Colorados („Rote“), unterstützt von Brasilien, Frankreich und dem Vereinigten Königreich, und die Blancos („Weiße“), unterstützt von Argentinien, gegenüber.

## Vorgeschichte
In den 1830er Jahren polarisierte sich die politische Landschaft Uruguays zwischen der städtisch geprägten Partido Colorado unter Führung von Fructuoso Rivera, die für Wirtschaftsliberalismus eintrat, und der ländlich geprägten Partido Nacional unter Führung von Manuel Oribe, die zu Protektionismus neigte. Weil Frankreich im Rahmen des Konföderationskrieges nach Verbündeten gegen Argentinien suchte, half es den Colorados, den gegenüber Argentinien wohlwollenden uruguayischen Präsidenten Manuel Oribe zu stürzen und durch Fructuoso Rivera zu ersetzen. Der argentinische Diktator Juan Manuel de Rosas wollte die Absetzung Oribes nicht akzeptieren, weshalb die Anhänger Riveras einen Angriff auf Buenos Aires planten.

## Verlauf
Am 6. Dezember 1842 besiegten die Blancos die Truppen Riveras in der Schlacht von Arroyo Grande. Die Hauptstadt Montevideo wurde fortan von den Truppen Oribes belagert, verblieb aber der Regierungssitz der Colorados. Oribe baute in Cerrito de la Victoria eine Gegenregierung auf, die fast den gesamten Rest des Landes unter ihrer Kontrolle hatte. Durch die Unterstützung der britischen und französischen Marine konnte Montevideo der Belagerung neun Jahre lang standhalten. Als die Briten und Franzosen ihr Engagement im Jahr 1850 einstellten und ein Abkommen mit de Rosas unterzeichneten, schien der Sieg der Blancos sicher. Ein von Justo José de Urquiza angeführter Aufstand gegen de Rosas änderte die Situation jedoch schlagartig. Oribe und seine Anhänger mussten sich 1851 zurückziehen und die Colorados erlangten mit brasilianischer Unterstützung die vollständige Kontrolle über Uruguay.

## Folgen
Der La-Plata-Krieg von 1851/1852 war eine direkte Folge des Uruguayischen Bürgerkrieges. Die Armeen Brasiliens (unter Führung von General Luís Alves de Lima e Silva, Herzog von Caxias) und Uruguays gingen dabei gemeinsam mit den aufständischen Truppen Urquizas gegen die Anhänger de Rosas und Oribes vor.